# Frederik Ludvig Christian Pentz Rosenørn
Frederik Ludvig Christian Pentz Rosenørn (* 13. Oktober 1781 auf Schloss Katholm; † 16. August 1834 in Hamburg) war ein dänischer Jurist und Gouverneur von St. Thomas und St. Jan.

## Leben
Rosenørn entstammte väterlicherseits dem Briefadelsgeschlecht Rosenørn; er war das vierte Kind von Mathias Peder Otto Rosenørn, einem Oberstleutnant der Kavallerie, und dessen Frau Edel Benedicte, geborene von Pentz.
1798 begann Rosenørn sein Studium und beendete es 1802 als cand. jur. Ein Jahr später wurde er Volontär in einer Kanzlei, ein weiteres Jahr später wurde er Unterkanzlist. 1805 wurde er Justizsekretär am westindischen Landesobergericht. 1807 wurde er Assessor und 1814 Justitiarius am selben Gericht. 1815 wurde er zusätzlich Polizeimeister in Christiansted, 1816 Justizrat und Mitglied der Regerierung über die westindischen Inseln. 1823 wurde er erster Regierungsrat und 1830 Gouverneur über St. Thomas und St. Jan.

## Nachkommen
Am 8. Juli 1812 heiratete Rosenørn Anna Juditha Poyen de Lance (* 30. September 1795; † 29. Oktober 1853) in St. Croix. Aus der Ehe gingen acht Kinder hervor, die bis auf Marie Louise alle in St. Croix geboren wurden.
- Pouline Henriette Rosenørn (* 30. April 1813; † 1850)
- Mathias Peder Otto Rosenørn (* 24. Februar 1815; † 1. Dezember 1845)
- Ditlev Ludvig Pentz Rosenørn (* 14. März 1817; † 20. März 1870)
- Marie Louise Rosenørn (* 14. August 1818;  † 8. Juli 1905)
- Emilie Adelaide Rosenørn (* 1820; † 1825)
- Frederik Julius Christian Rosenørn (* 28 sep. 1822; † 24. August 1879)
- Anna Caroline Mathilde Rosenørn (* 7. Oktober 1824; † März 1894)
- Thøger Emil Rosenørn (* 1. Oktober 1826; † 11. Juni 1868)[2]